# Steneofiber
Sténéofiber, Steneofiber
Genre
Steneofiber ou sténéofiber est un genre éteint de mammifères proche de l'actuel castor (famille des Castoridae).
Il a vécu en Eurasie depuis le début de l'Oligocène jusqu'au milieu du Pliocène, soit il y a environ entre 33,9 et 3,6 Ma (millions d'années).

## Espèces

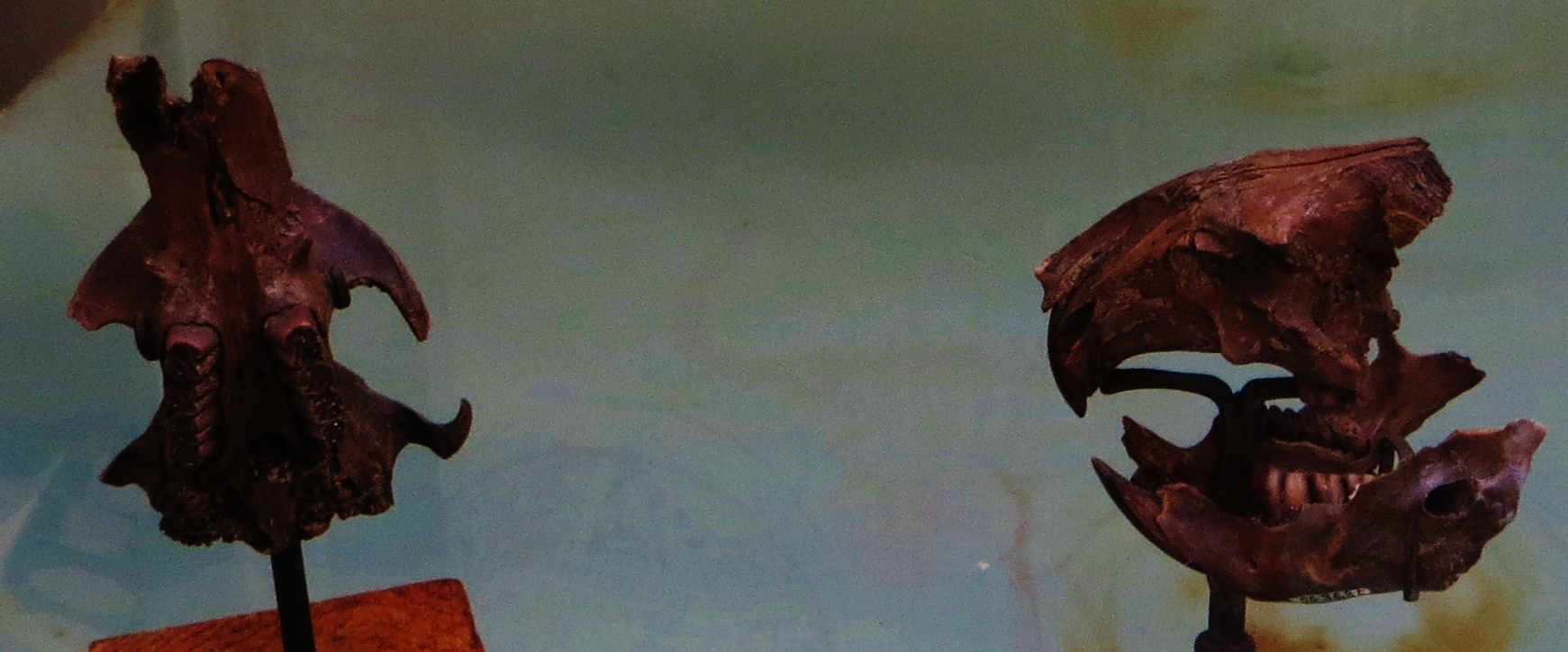
Crâne de Steneofiber esseri
Muséum national d'histoire naturelle de Paris.

À partir des fossiles, les paléontologues ont identifié plusieurs espèces :
- † S. castorinus ;
- † S. depereti ;
- † S. eseri[1] ;
- † S. sansaniensis ;
- † S. wezensis

## Classification
Steneofiber compte parmi les premiers taxons membres de la sous-famille des Castorinae, qui comprend des castors plus étroitement liés aux deux espèces vivantes qu'aux castors géants qui se sont éteints.
Il descend probablement des premiers Castorinae, du genre Propalaeocastor.

## Description
Selon les fossiles qui en ont été retrouvés et décrits, c'est un animal qui mesurait 30 cm de long environ (nettement plus petit donc que les castors contemporains) et qui avait probablement un mode de vie semi-aquatique (en eau douce), semblable à celui que mènent aujourd'hui les castors, avec cependant un mode de vie aussi plus terrestre que le castor actuel (il ne vivait peut-être que dans des terriers).
Un mode de vie en partie semi-aquatique est suggéré par la présences de griffes de peignage semblables à celles qu'utilise le castor pour imperméabiliser son pelage.
Il est probable qu'il était moins habile pour couper les troncs d'arbres que le castor actuel.

## Reproduction et dynamique de population
La découverte de ce qui pourrait être une "famille" de Steneofiber (sous forme d'un regroupement de squelettes en France) a été utilisée pour suggérer une stratégie de reproduction de type K comme pour Castor fiber (qui vit actuellement en Eurasie), alors que de nombreux rongeurs ont une stratégie de type « r ».